# Калмыкова, Олимпиада Трофимовна
Олимпиада (Липаида) Трофимовна Калмыкова (8 января 1921, Кондаковка, Мелекесский уезд — 3 сентября 2009, Москва) — советская и российская актриса театра и кино.

## Биография
Родилась 8 января 1921 года в селе Кондаковке Мелекесского уезда в многодетной крестьянской семье. В первые годы коллективизации, спасаясь от голода, семья оказалась в городе Горьком, где отец устроился на Горьковский автомобильный завод.
В 1936 году в пятнадцать лет Липа, как её звали в семье, приписав себе один год, поступила в школу-студию при Горьковском театре драмы под руководством Николая Собольщикова-Самарина. В 1938 году по окончании учёбы принята в труппу театра. В том же году вышла замуж за Евгения Суркова, который работал заведующим литературной частью и преподавал в студии историю театра и литературы.
С 1940 года — актриса Ростовского театра драмы им. Горького.
В августе 1941 года вернулась с мужем в Горький и вскоре вступила в труппу Московского агиттеатра сатиры и интермедий, который в октябре был эвакуирован в город Молотов. С марта 1942 года — Молотовский областной театр миниатюр и эстрады.
С августа 1943 по февраль 1944 года — актриса Центрального театра транспорта.
С марта 1945 по декабрь 1955 года — актриса театра им. Моссовета.
С 1956 по 1964 год — актриса Московского театра драмы и комедии.
В 1964 году вернулась в Государственный академический театр им. Моссовета, в котором служила до 1991 года.
В 1980-х годах играла также в спектаклях Московского молодёжного театра-студии и театра-студии «Драматург» при профкоме московских драматургов.
Умерла 3 сентября 2009 года в Москве.

## Театральные работы

### Горьковский областной драматический театр
- 1938 — Зыковы — Стёпка

### Ростовский драматический театр им. Горького
- 1941 — Дети солнца — горничная Фимка

### Молотовский областной театр миниатюр
- 1942 — Балтийский мичман — Ксюша

### Центральный театр транспорта
- 1944 — Женитьба Бальзаминова

### Театр имени Моссовета
- 1946 — Бранденбургские ворота — медсестра Маруся
- 1949 — Не все коту масленица — Маланья
- 1950 — Особое мнение — Лиза Ткачёва
- 1951 — Шторм — крестьянка
- 1953 — Беспокойная должность — Аня
- 1954 — Сомов и другие — Дуняша
- 195? — Забавный случай — Марианна

### Московский театр драмы и комедии
- 1960 — Немой рыцарь — Монна Меа
- 1963 — Мал да удал — пронырушка

### Государственный академический театр имени Моссовета
- 1967 — Шторм — крестьянка
- 1969 — Петербургские сновидения — Алёна Ивановна
- 1971 — Лилиом — Холундерне
- 1977 — Версия — мать
- 1981 — Сашка — мать
- 1982 — Пчёлка — старуха
- 1983 — Егор Булычов и другие — Зобунова, знахарка
- 1987 — Печальный детектив — Пестериха

### Московский молодёжный театр-студия
- 1981 — Безумству храбрых поём мы песню — Мадам Обломок

## Фильмография
- 1976 — Вы мне писали… — Таисия Фёдоровна
- 1978 — Поворот — мать Веденеева
- 1979 — Утренний обход — Татьяна Антоновна
- 1986 — Курьер — гостья
- 1992 — Старые молодые люди — мама Марины